# Зубайр аль-Мутазз
Зубайр аль-Мутазз (*847 — 869) — 13-й володар Багдадського халіфату в 866—869 роках. Тронне ім'я з арабської мови перекладається як «Могутній». Повне ім'я — «Абу Абдуллах Зубайр Мухаммад ібн Джафар аль-Мутеваккіль аль-Мутазз Біллах».

## Життєпис

### Боротьба за владу
Походив з династії Аббасидів. Син халіфа аль-Мутеваккіля від грецької наложниці Кабіхи. Народився у 847 році в Самаррі. При народженні отримав ім'я Зубайр. З ранніх років поринув у палацові інтриги. У 861 році після заколоту тюркської гвардії проти його батька, внаслідок чого того було вбито, а халіфом став старший брат Зубайра — Мухаммад аль-Мунтасір. Останній змусив Зубайра зректися прав на спадкування трону.
У 862 році після раптової смерті аль-Мунтасіра Зубайр висунув свої права на трон, які були підтримані Багдадом, арабською військовою знаттю. Втім останні зазнали поразки від тюркської гвардії, яка посадила на трон стриєчного брата Зубайри — Ахмада аль-Мустаїна. Останній запроторив Зубайра разом з братами до в'язниці в Самаррі. Тут він перебував до 865 року, коли між халіфом та тюрками виник конфлікт. Того ж року тюркські гвардійці звільнили Зубайра, оголосивши того халіфом. Він прийняв ім'я аль-Мутазз.
Після цього почалася війна з аль-Мустаїном, який отаборився у Багдаді. Зрештою на початку 866 року той здався. Того ж року за наказом аль-Мутазза було страчено аль-Мустаїна. Зубайр залишився єдиним халіфом.

### Володарювання
З самого початку новий халіф намагався відновити таку владу, яку мали перші халіфи — Аббасиди. Тому він став інтригувати проти тюркських військовиків, намагаючись їх зіштовхнути з берберами, що також були частиною гвардії халіфа. Водночас став формувати нубійську гвардію. Водночас 866 року за наказом аль-Мутазза було страчено брата аль-Муйєяда, а іншого брата Абу Ахмада запроторено за ґрати. Слідом за цим вислав із Самарри двох впливових тюркських військовиків — Богу і Васіфа. Останніх було вбито у 867 році за наказом аль-Мутазза.
Разом з тим постійні інтриги та заколоти підірвали фінансову потугу халіфа: він заборгував платню гвардії, що дорівнювала 2-річному доходу всієї держави. Водночас по всьому халіфату прокотилися численні селянські та міські повстання (декілька відбулося у Багдаді). У великих провінціях виникли фактично незалежні династії, які лише номінально визнавали владу халіфа й навіть не спрямовували до державної скарбниці податки: Аглабіди — в Тунісі, Сицилії та Триполітанії, Тулуніди — в Єгипті та Киренаїці, Аліди — в Табаристані, Тахіриди — Хорасані, Саффариди — в Сістані.
Зрештою у 869 році виник заколот на чолі з тюрком Саліхом ібн-Васіфом, який на чолі вояків увірвався до палацу, де було схоплено аль-Мутазза, запроторено до підземелля, де той помер від голоду і спраги. Новим халіфом було поставлено аль-Мухтаді, сина халіфа аль-Ватіка.